# 戸田久和
戸田 久和（とだ ひさよし、1956年1月24日 - ）は、日本の政治家。元大阪府門真市議会議員（5期）。全日本建設運輸連帯労働組合（連帯ユニオン）近畿地方本部顧問。

## 経歴

### 新左翼活動から市議へ
秋田県南秋田郡天王町（現潟上市）出身。秋田県立秋田高等学校から大阪大学人間科学部に進学。在学中は新左翼のノンセクト・ラジカルとして学寮廃止阻止などの運動に従事する。
卒業後は連帯ユニオンの委員などを経て、1999年門真市議会議員選挙に「市民派」を掲げて立候補、最下位で当選する。所属会派はないが辻元清美らの支援を受ける。2003年の門真市議会議員選挙ではトップ当選し、二期目を務める。かつては「鮮烈市民派」と称していたが、現在は「鮮烈左翼」と称している。2003年4月には、朝鮮学校に通学する生徒を嫌がらせから守るため、近隣の市議や市民活動家ら34名の賛同を得て「ストップ！子供たちへの民族暴力。行動する日本人－大阪」を発足させる。

### 逮捕
2005年12月8日、関係する労組（連帯ユニオン）から政治資金を名目に資金提供を要求したとして、違法献金により政治資金規正法違反容疑で逮捕される。
公職選挙法に抵触しかねない内容を確信犯的にネットで発信したり、市議会議員として在職中に市議会議長や市長を訴えたり、議員の多くを実名で登場させる漫画『チホー議会の闇の奥』を青木雄二と共著し出版するなど注目を集める活動が多く、逮捕時には大々的に報道された。
2006年8月24日大阪地方裁判所から、控訴審で2007年4月25日大阪高等裁判所から政治資金規正法違反で有罪と公民権停止の判決が出されており、上告中であったが、2009年3月9日付をもって上告が棄却され、公民権停止2年が確定し、議員失職となった。一方、戸田の支援者などの中には、戸田の議員失職を政治的な弾圧と規定している意見もある。

### 公判中のトップ当選
逮捕後の2007年4月に行われた門真市議会議員選挙でトップ当選している。

### 再度市議会議員に当選
公民権復活後の2011年4月に行われた門真市議会議員選挙に再び立候補し、2126票を獲得し8位で当選した。戸田は事前に掲げていた「3000票三連続トップ当選」に「遠く及ばなかった」ことの「責任を取る」とし、髪型を丸坊主にするパフォーマンスを行った。また、2015年4月に行われた門真市議会議員選挙では大きく票数を下げたものの1449票を獲得し14位で当選している。

### 落選
2019年4月21日に行われた門真市議会議員選挙では1104票獲得するも24人中22位で落選した。2023年の門真市議選でも再び落選した。

## 人物
2016年、門真市議会では北朝鮮の水爆実験に抗議するための非難決議が提案されていたが、北朝鮮への核で諸国を保有して脅迫することへの理解から戸田が唯一反対したため決議がされなかった。

### インターネットの活用とその問題点
市議一期目より政治活動にインターネットを積極的に活用しており、自前のホームページ・掲示板・メールマガジンを持っている。自身のホームページに議会の情報や委員会記録を掲載し一時はアクセス件数が5万件を超えた。その一方で、ホームページの「議会報告」にて議会や議員個人を批判し名誉を傷つける記述や匿名の市民が人権侵害に抵触する投稿をしたことに掲載管理責任を問われ1999年9月に賛成多数で問責決議案が可決された。
また、ネット掲示板や2ちゃんねるにおいても積極的に書き込むといった行動も見られる。「マルチメディア共産趣味者連合」掲示板においては激しい荒らし行為を展開し、出入り禁止となっている。
また、todajimushoというアカウント名でさかんにYouTube上に動画をアップしている。それらの動画の中には、バックに革命歌を流しながらあるいは革命家の肖像をバックにしながら、本人がカメラに向かって自らの意見を表明しているものもある。そのアップされる動画の中には「橋下は極めて下劣なファシスト」などと大阪府知事となった橋下徹に対して強く批判するものもある。

### 反保守・反右翼
新左翼の活動に携わっていた経歴からも分かるように、右派・保守系に批判的な発言をすることが多い（例えば産経新聞に対しては「“ウヨ新聞”と揶揄嘲笑されている新聞」と言い切っている）。
『産経新聞』が門真市立第三中学校で君が代斉唱の際に生徒一人を除いて全員が起立しなかった問題について報じたことに関し独自に調査をおこなった結果、産経新聞が実際には取材をしていなかった疑いがあると主張し、さらにこの記事が右翼団体の街宣活動及び市教育長への“抗議”を誘発したとして批判をおこなっている。

### その他
宮崎学の熱烈なファンであることで知られている。かつて、宮崎のスパイ疑惑が持ち上がったときに宮崎を擁護したため、この問題を重視している立場の人々とは敵対的な関係になるに至った。